# José Pedro Santos
José Pedro Santos (født 6. september 1976) er en tidligere brasiliansk fodboldspiller.
Han har spillet for flere forskellige klubber i sin karriere, herunder Kawasaki Frontale.